# مقاطعة ويبستر (آيوا)
مقاطعة ويبستر (بالإنجليزية: Webster County)‏ هي إحدى مقاطعات ولاية آيوا في الولايات المتحدة الأمريكية.